# Verhoogde sphenocorona
Een verhoogde sphenocorona is in de meetkunde het johnsonlichaam J87. De figuur wordt geconstrueerd door een vierkante piramide J1 aan een van vierkante zijvlakken van een sphenocorona J86 toe te voegen. 
Het is een van de negen johnsonlichamen die niet ontstaan door te beginnen met de regelmatige veelvlakken en archimedische lichamen, daar delen van te nemen, zodat weer een johnsonlichaam ontstaat, en al deze lichamen, met daarbij nog de prisma's en antiprisma's, te combineren.
- (en)  MathWorld. Augmented Sphenocorona.